# Episodi de Il virginiano (prima stagione)
La prima stagione della serie televisiva Il virginiano è andata in onda negli Stati Uniti dal 19 settembre 1962 al 1º maggio 1963 sulla NBC, posizionandosi al 26º posto nei rating Nielsen di fine anno con il 21,7% di penetrazione e con una media superiore ai 10 milioni di spettatori.
| nº | Titolo originale         | Titolo italiano | Prima TV USA      | Prima TV Italia |
| -- | ------------------------ | --------------- | ----------------- | --------------- |
| 1  | The Executioners         |                 | 19 settembre 1962 |                 |
| 2  | Woman from White Wing    |                 | 26 settembre 1962 |                 |
| 3  | Throw a Long Rope        |                 | 3 ottobre 1962    |                 |
| 4  | The Big Deal             |                 | 10 ottobre 1962   |                 |
| 5  | The Brazen Bell          |                 | 17 ottobre 1962   |                 |
| 6  | Big Day, Great Day       |                 | 24 ottobre 1962   |                 |
| 7  | Riff-Raff                |                 | 7 novembre 1962   |                 |
| 8  | Impasse                  |                 | 14 novembre 1962  |                 |
| 9  | It Tolls for Thee        |                 | 21 novembre 1962  |                 |
| 10 | West                     |                 | 28 novembre 1962  |                 |
| 11 | The Devil's Children     |                 | 5 dicembre 1962   |                 |
| 12 | Fifty Days to Moose Jaw  |                 | 12 dicembre 1962  |                 |
| 13 | The Accomplice           |                 | 19 dicembre 1962  |                 |
| 14 | Man from the Sea         |                 | 26 dicembre 1962  |                 |
| 15 | Duel at Shiloh           |                 | 2 gennaio 1963    |                 |
| 16 | The Exiles               |                 | 9 gennaio 1963    |                 |
| 17 | The Judgement            |                 | 16 gennaio 1963   |                 |
| 18 | Say Goodbye to All That  |                 | 23 gennaio 1963   |                 |
| 19 | The Man Who Wouldn't Die |                 | 30 gennaio 1963   |                 |
| 20 | If You Have Tears        |                 | 13 febbraio 1963  |                 |
| 21 | The Small Parade         |                 | 20 febbraio 1963  |                 |
| 22 | Vengeance is the Spur    |                 | 27 febbraio 1963  |                 |
| 23 | The Money Cage           |                 | 6 marzo 1963      |                 |
| 24 | The Golden Door          |                 | 13 marzo 1963     |                 |
| 25 | A Distant Fury           |                 | 20 marzo 1963     |                 |
| 26 | Echo of Another Day      |                 | 27 marzo 1963     |                 |
| 27 | Strangers at Sundown     |                 | 3 aprile 1963     |                 |
| 28 | The Mountain of the Sun  |                 | 17 aprile 1963    |                 |
| 29 | Run Away Home            |                 | 24 aprile 1963    |                 |
| 30 | The Final Hour           |                 | 1º maggio 1963    |                 |

## The Executioners
- Prima televisiva: 19 settembre 1962
- Diretto da: David Friedkin
- Scritto da: Morton Fine, David Friedkin

### Trama
- Guest star: Hugh O'Brian (Paul Taylor), Tony Maxwell (ragazzo), John Francis (astante), Audrey Swanson (madre), Barry Brooks (becchino), Richard Bull (dottore), Colleen Dewhurst (Celia Ames), John Larch (sceriffo Neil Brady), Arnold Lessing (cowboy chitarrista), Jeane Wood (donna)

## Woman from White Wing
- Prima televisiva: 26 settembre 1962
- Diretto da: Burt Kennedy
- Soggetto di: Burt Kennedy

### Trama
- Guest star: Arnold Lessing (Mickey), George Dunn (Biggs), Robert Sampson (Jesse), Tom Reese (Wid), Darrell Howe (lavoratore nel ranch), Parley Baer (senatore), Brendan Dillon (Mr. Bemis), Barry Sullivan (Frank Dawson)

## Throw a Long Rope
- Prima televisiva: 3 ottobre 1962
- Diretto da: Ted Post
- Scritto da: Harold Swanton

### Trama
- Guest star: Jacqueline Scott (Melissa Tatum), Arnold Lessing (Mickey), Charlie Briggs (Soapy), Jack Warden (Jubal Tatum), Roger Mobley (Homer Tatum), John Anderson (maggiore Cass), Hal Bokar (Thody), Lew Brown (Garretson), Ted Knight (Skelly), Richard Bull (Doc Spence)

## The Big Deal
- Prima televisiva: 10 ottobre 1962
- Diretto da: Earl Bellamy
- Soggetto di: Richard Jessup

### Trama
- Guest star: Dal McKennon (proprietario del deposito di legname), Jason Johnson (lavoratore), Bill Zuckert (Bernie), Orville Sherman (dottore), Ricardo Montalbán (Enrique Cuellar), George Cisar (George), Brendan Dillon (Mr. Bemis), Martin Eric (barista), Ross Elliott (sceriffo Mark Abbott)

## The Brazen Bell
- Prima televisiva: 17 ottobre 1962
- Diretto da: James Sheldon
- Scritto da: Roland Kibbee

### Trama
- Guest star: Kay Stewart (Mrs. Harper), Robert J. Stevenson (Torson), Lester Maxwell (Davey Lemmicker), Ross Elliott (sceriffo Mark Abbott), John Davis Chandler (Dog), Royal Dano (Dan Molder), Walter Mathews (Mr. Harper), Anne Meacham (Sarah Lilly), George C. Scott (Arthur Lilly), Justin Smith (Mr. Lemmiker), William Challee (prigioniero), Leonard P. Geer (prigioniero), Michael Fox (guardia dei prigionieri)

## Big Day, Great Day
- Prima televisiva: 24 ottobre 1962
- Diretto da: Harmon Jones
- Scritto da: Charles Larson

### Trama
- Guest star: Richard Shannon (sceriffo Ed Wilcox), Aldo Ray (Frank Krause), Jack Storey (attaccabrighe), Dan Sheridan (Pilbeam), Mickey Shaughnessy (Peter Muldoon), Carolyn Kearney (Maxine), Rosemary Murphy (Pearl Dodd Krause), Dorothy Neumann (Martha), Dennis Patrick (Cappy Donald), Robert Patten (dottor Blaine), Nolan Leary (predicatore)

## Riff-Raff
- Prima televisiva: 7 novembre 1962
- Diretto da: Bernard Girard
- Scritto da: Jon Boothe

### Trama
- Guest star: Hal Needham (uomo), Don Durant (capitano Larry Langhorne), Bing Russell (sergente Eads), Judson Pratt (Harry), Tom Hernández (ufficiale spagnolo), Rod Daniel (Billy), Ray Danton (tenente Steve Hamilton), Karl Swenson (colonnello Theodore 'Theo' Roosevelt)

## Impasse
- Prima televisiva: 14 novembre 1962
- Diretto da: Maurice Geraghty
- Scritto da: Donn Mullally

### Trama
- Guest star: William Phipps (Jock Wheeler), Jim McMullan (Jess Kroeger), Tom Skerritt (Eric Kroeger), Quinn Redeker (Daniel Kroeger), Jeff Lerner (Sam), Eddie Albert (Cal Kroeger), Denise Alexander (Mildred Kroeger), Robert Colbert (Miles Kroeger), Leonard P. Geer (Spence), Jerry Summers (Eddie Milford)

## It Tolls for Thee
- Prima televisiva: 21 novembre 1962
- Diretto da: Samuel Fuller
- Scritto da: Samuel Fuller

### Trama
- Guest star: Duane Grey (Jaeger), John Zaremba (Stone), Francis DeSales (Larkin), K. L. Smith (Husky Rider), Brendan Dillon (Mr. Bemis), Warren J. Kemmerling (Sharkey), Lee Marvin (Martin Kalig), Michael T. Mikler (Cord), Stuart Nisbet (Nelson), Albert Salmi (Quinn), Sydney Smith (Drummond), Ron Soble (Mungo), Ted Mapes (membro della banda)

## West
- Prima televisiva: 28 novembre 1962
- Diretto da: Douglas Heyes
- Scritto da: Douglas Heyes

### Trama
- Guest star: William D. Gordon (Blench), Leo Gordon (Jack Scratch), Hal Hopper (Joe), Raymond Guth (Klotz), James Anderson (Otie), Claude Akins (Lump), James E. Brown (Lucky), Allen Case (sceriffo Blade), Steve Cochran (Jamie Dobbs), Richard Reeves (Munsy)

## The Devil's Children
- Prima televisiva: 5 dicembre 1962
- Diretto da: William Witney
- Scritto da: John Hawkins, Ward Hawkins

### Trama
- Guest star: Ed Prentiss (Simon Pingree), Maurice Manson (giudice Hanson), Katherine Squire (Sophie McCallum), Carl Reindel (Bruce McCallum), Charles Aidman (Sam Hicks), Russ Bender (Todd), Charles Bickford (Tucker McCallum), Burt Brinckerhoff (Dan Flood), Joan Freeman (Tabby McCallum), Pitt Herbert (Emmet Delaney), Vivi Janiss (Ivy Flood), Dan White (Fox)

## Fifty Days to Moose Jaw
- Prima televisiva: 12 dicembre 1962
- Diretto da: Maxwell Shane
- Scritto da: Maxwell Shane, Donald S. Sanford

### Trama
- Guest star: Dennis Cross (Boyd Lacey), Brandon de Wilde (James 'Mike Flynn' Cafferty), Willis Bouchey (Henry Mulford), Charlie Briggs (Hard Pan), Paul Birch (sceriffo Halsey), H. M. Wynant (Dalton Lacey), Midge Ware (Regina Lacey), Harry Swoger (Squat), Frank Overton (Sam Cafferty), James Gregory (Slim Jessup), Nesdon Booth (Come Along)

## The Accomplice
- Prima televisiva: 19 dicembre 1962
- Diretto da: Maurice Geraghty
- Scritto da: Howard Browne, William P. McGivern, Winston Miller

### Trama
- Guest star: Byron Morrow (giudice Cornwall), Lin McCarthy (Malcolm Brent), Woodrow Parfrey (Joe Darby), Bryan O'Byrne (Ned Carlin), Alice Backes (Coralee Darby), Christopher Dark (Walt Gleason), Bette Davis (Celia Miller), Gene Evans (sceriffo Luke Donaldson), Victor French (Roy), Harold Gould (pubblico ministero Tom Finney), Tim Graham (Ezra Peters), Noah Keen (Samuel Cole), Ken Mayer (vice Clay Friendly), Jerry Summers

## Man from the Sea
- Prima televisiva: 26 dicembre 1962
- Diretto da: Herschel Daugherty
- Scritto da: Morton Fine, David Friedkin

### Trama
- Guest star: Russ Whiteman (sceriffo), Tom Tryon (Kevin Doyle), Dick Wilson (barista), Dyke Johnson (mandriano), Jan Arvan (sindaco), Larry J. Blake (manager del duello), Shirley Knight (Susan Morrow), Carol Lynley (Judith Morrow), John McKee (cittadino), Curt Barrett (conducente del treno)

## Duel at Shiloh
- Prima televisiva: 2 gennaio 1963
- Diretto da: Jerry Hopper
- Soggetto di: Dee Linford

### Trama
- Guest star: Mort Mills (vice Bender), DeForest Kelley (Ben Tully), Russell Thorson (sceriffo Tybee), Roy Engel (Loomis), Geraldine Brooks (Georgia Price), Lew Brown (Dowdy), John Daheim (frenatore), Perry Cook (cuoco), Richard Garland (Texan), Ben Johnson (Spinner), Brian Keith (Johnny Wade), Frank Sully (impiegato dell'hotel)

## The Exiles
- Prima televisiva: 9 gennaio 1963
- Diretto da: Bernard Girard
- Soggetto di: Roy Huggins

### Trama
- Guest star: Herbert Rudley (Mark Gates), Addison Richards (Morrison), Brad Weston (Fred Daly), Herb Vigran (commesso viaggiatore), Tammy Grimes (Angela 'Angie' Clarke), Allyson Ames (Vivian Gates), Frank Cady (Mr. Hardy), Francis DeSales, Don C. Harvey, Ken Lynch (sceriffo Tony Morino), Ed Nelson (Ralph Slocum), Stafford Repp (barista Hugh), Ben Wright (impiegato dell'hotel Moore)

## The Judgement
- Prima televisiva: 16 gennaio 1963
- Diretto da: Earl Bellamy
- Scritto da: Bob Duncan, Wanda Duncan

### Trama
- Guest star: Charles Wagenheim (Piney), Regis Toomey (Joseph Denton), Harlan Warde (Hotel Owner), George D. Wallace (Wilkie Carewe), Chris Alcaide (mandriano), Robert G. Anderson (Harvey Carewe), Patricia Barry (Alice Finley), Lillian Bronson (Mrs. McCleary), Conlan Carter (Lennie Carewe), Steve Darrell (Johnson), Wilton Graff (Arnold Tucker), Gilbert Green (Mercer), Clu Gulager (Jake Carewe), Steve Harris (Billy Carewe), John Kerr (Oliver Smith), Walter Woolf King (dottore), John Litel (Finley), David McLean (Burt Adams), Patrick McVey (Clyde Carey), Mark Tapscott (Hartley), Michael Keith (Williams)

## Say Goodbye to All That
- Prima televisiva: 23 gennaio 1963
- Diretto da: William Witney
- Scritto da: Al C. Ward

### Trama
- Guest star: Meg Wyllie (Sarah Beldon), Howard Wright (Coozie), Roy Engel (Wilkins), James Beck (Hank), Robert Brubaker (Trent), Robert Christopher (Rick), Katherine Crawford (Alice Lawford), Royal Dano (Faraway MacPhail), Fabian (Martin Beldon), Paul Langton (Bartlett), Charles McGraw (Big John Beldon), Howard Wendell, John Bryant (dottor Marrs)

## The Man Who Wouldn't Die
- Prima televisiva: 30 gennaio 1963
- Diretto da: David Friedkin
- Soggetto di: Roy Huggins

### Trama
- Guest star: Jeff Morrow (William Bradford), Vera Miles (Miss Wallace), Max Slaten (tassista), Ollie O'Toole (capostazione), E. J. Andre (Alex), Walter Brooke (tenente Paul Kenner), Brendan Dillon (Mr. Bemis), James Doohan (George Mitchell), Anne Loos (Kitty Rodell), Pat McCaffrie (Tom Rodell), David White (Paul J. Willson)

## If You Have Tears
- Prima televisiva: 13 febbraio 1963
- Diretto da: Richard L. Bare
- Soggetto di: Roy Huggins

### Trama
- Guest star: Dana Wynter (Leona Kelland), Guy Wilkerson (anziano), Ralph Manza (barbiere), Britt Lomond (Kyle Lawson), Phyllis Avery (Martha Clain), Tol Avery (medico legale), Jeanne Evans (cameriera), Frank Ferguson (Tom Dunston), Stacy Harris (giocatore), Gene Lyons (sceriffo Jonathan Ballard), John Milford (vice Perry Allen), Frances Morris (Mrs. Hafenkamp), Nancy Sinatra (Cary), Robert Vaughn (Simon Clain), Bill McLean (barista)

## The Small Parade
- Prima televisiva: 20 febbraio 1963
- Diretto da: Paul Nickell
- Soggetto di: Bernard Girard

### Trama
- Guest star: Gregor Vigen (Jake), Ford Rainey (sceriffo Sam Roebuck), Morgan Woodward (Jack Bandon), David Wayne (Martin Reese), R.G. Armstrong (Ben Winters), John Banner (Gus Schultz), Roy Barcroft (Bill Goforth), Barbara Barrie (Ellen Beecher), Shari Lee Bernath (Delores), George Brenlin (Lembeck), Claudia Bryar, Alan Dexter (George Jensen), William Fawcett, Tané McClure (Betty), Dal McKennon (Art Meadows), Rory O'Brien (Felix), J. Pat O'Malley (Charlie Dell), Joey Russo (Tall Tree)

## Vengeance is the Spur
- Prima televisiva: 27 febbraio 1963
- Diretto da: Robert Ellis Miller
- Scritto da: Harry Kleiner

### Trama
- Guest star: Paul Sorenson (guardia di Thorpe), Denver Pyle (Pico Brown), Adam Hill Gilbert (Luke), Bobs Watson (impiegato dell'hotel), Michael Rennie (Michael O'Rourke), William Allyn (Foxie Stevens), Dan Barton (Tom Harrington), Kathryn Card (Mathilde), Nina Foch (Frances Graham), Ed Kemmer (Eddie Thorpe), Jon Lormer (Tom il fabbro), Gil Perkins (Whitey), Mary Young (Gertrude)

## The Money Cage
- Prima televisiva: 6 marzo 1963
- Diretto da: Alan Crosland, Jr.
- Scritto da: Jameson Brewer

### Trama
- Guest star: Bethel Leslie (Lydia Turner), Rusty Lane (Ezra Griswold), Ray Montgomery (John Dales), Dayton Lummis (Horatio Turner), King Calder (Fred Andrews), Harry Carter, Cyril Delevanti (John Evans), Steve Forrest (Roger 'Buster' Layton aka Dr. William 'Will'C. Martin), Ron Foster (Charlie Dorsey), John Harmon (commesso), Joanna Moore (Jenny)

## The Golden Door
- Prima televisiva: 13 marzo 1963
- Diretto da: John Brahm
- Scritto da: Maxwell Shane, Roy Huggins

### Trama
- Guest star: Robert Duvall (Johnny Keel), Paul Carr (Kane), Ilze Taurins (Maria Rilke), Henry Hunter (banchiere), S. Newton Anderson, John Hoyt (giudice Wickersham), Don 'Red' Barry (Shorty Downs), Lew Brown (Hank), Karlheinz Böhm (Karl Boehm), Bobs Watson (Jeremy)

## A Distant Fury
- Prima televisiva: 20 marzo 1963
- Diretto da: John English
- Scritto da: Howard Browne

### Trama
- Guest star: Ida Lupino (Helen Blaine), Joey Heatherton (Gloria Blaine), Rees Vaughn (Wilfred Simms), Kenneth Patterson (Mr. Colby), Willis Bouchey (Glen Hubbard), Paul Carr, Francis DeSales (Dave McCoy), Howard Duff (Ed Frazer), Jonathan Hole, Bobs Watson (Matt Lewis)

## Echo of Another Day
- Prima televisiva: 27 marzo 1963
- Diretto da: William Graham
- Scritto da: Frank Fenton

### Trama
- Guest star: Francis McDonald (Saul Weintraub), Joe Maross (Landegger), Frank Watkins (Gregg), John Mitchum (Madison), Edward Asner (George Johnson), John Dehner (Bleeck), Bradford Dillman (Sam Harder), Susan Hart, Grace Lee Whitney (Nina)

## Strangers at Sundown
- Prima televisiva: 3 aprile 1963
- Diretto da: David Friedkin
- Scritto da: Roy Huggins, Morton Fine, David Friedkin

### Trama
- Guest star: Arthur Hunnicutt (Tom Croft), Skip Homeier (Jed Carter), Paul Richards (Pauk), Harry Morgan (Kendall Jones), Don Kennedy (conducente della diligenza), Richard Anderson (Harry Clark), Malcolm Atterbury (John Wallace), Jocelyn Brando (Lucy Wallace), Bill Catching (fuorilegge), Evans Evans (Phyllis Carter), Leonard P. Geer (fuorilegge), Berkeley Harris (Theo), Boyd Stockman (conducente della diligenza)

## The Mountain of the Sun
- Prima televisiva: 17 aprile 1963
- Diretto da: Bernard McEveety
- Soggetto di: Lou Morheim

### Trama
- Guest star: Dale Johnson (impiegato dell'hotel), Dolores Hart, Amzie Strickland (Ruth Arlen), K. L. Smith (barista), Joe De Santis (generale Rodello), Jeanette Nolan (Helen Dyer), Rodolfo Acosta (capo yaqui), Rico Alaniz (capo banditi), King Calder (Myers), Clancy Cooper (Murphy), Carlos Romero (Pedro), Ida Augustian (bambino messicano), Gil Barreto (paesano messicano), George D. Wallace (Dixon)

## Run Away Home
- Prima televisiva: 24 aprile 1963
- Diretto da: Richard L. Bare
- Soggetto di: Gene Roddenberry

### Trama
- Guest star: Dan Sheridan (frenatore), Jeannine Riley (Amelia Pryor), Michael Vandever (Jody Swenson), Karl Swenson (Karl Swenson), Steve Brodie (sceriffo Martin), Fred Coby (Axel Swenson), Russ Conway (Walter Moody), Crahan Denton (John Lewis), Ann Doran (Minerva Lewis), Kevin Hagen (Oscar Swenson), Don C. Harvey, I. Stanford Jolley (Jesse Cooper), Jess Kirkpatrick, Alvy Moore (uomo), Robert Williams

## The Final Hour
- Prima televisiva: 1º maggio 1963
- Diretto da: Robert Douglas
- Scritto da: Harry Kleiner

### Trama
- Guest star: Murvyn Vye, Dan Sheridan, Cecil Combs (giurato), Ulla Jacobsson (Polcia), Sheldon Allman (Parker), Jacques Aubuchon (Antek Wolski), Whit Bissell (Burns), Dean Fredericks (Jan Wolski), Bert Freed (Milo Henderson), Don Galloway (Jim Tyson), Richard Garland (Felton), Myron Healey (Martin Croft), Anthony Jochim (Sylvester), Ted Knight (minatore), Peter Mamakos (Walzchek), Harper Flaherty